# William Bade
William George Bade (ur. 1924 w Oakland w Kalifornii, zm. 10 sierpnia 2012 tamże) – amerykański matematyk, zajmujący się głównie algebrami Banacha, w tym teorią automatycznej ciągłości homomorfizmów i derywacji oraz algebrami Boole’a operatorów na przestrzeniach Banacha. Wieloletni profesor Uniwersytetu Kalifornijskiego w Berkeley (na uniwersytecie tym obronił on doktorat w 1951 roku pod kierunkiem Angusa Ellisa Taylora). William Bade władał czternastoma językami.